# Дипломатически мисии на Украйна
Това са дипломатическите представителства на Украйна по света с изключение на почетните консулства.

## Европа
- Армения
  - Ереван (посолство)
- Австрия
  - Виена (посолство)
- Азербайджан
  - Баку (посолство)
- Беларус
  - Минск (посолство)
  - Брест (генерално консулство)
- Белгия
  - Брюксел (посолство)
- Босна и Херцеговина
  - Сараево (Бюро)
- България
  - София (посолство) [1]
  - Варна (генерално консулство) [2]
- Хърватия
  - Загреб (посолство)
- Кипър
  - Никозия (посолство)
- Чехия
  - Прага (посолство)
  - Бърно (консулство)
- Дания
  - Копенхаген (посолство)
- Естония
  - Талин (посолство)
- Финландия
  - Хелзинки (посолство)
- Франция
  - Париж (посолство)
  - Марсилия (консулство)
- Грузия
  - Тбилиси (посолство)
  - Батуми (генерално консулство)
- Германия
  - Берлин (посолство)
  - Франкфурт (генерално консулство)
  - Хамбург (генерално консулство)
  - Мюнхен (генерално консулство)
- Гърция
  - Атина (посолство)
  - Солун (генерално консулство)
- Унгария
  - Будапеща (посолство)
  - Ниредхаза (генерално консулство)
- Ирландия
  - Дъблин (посолство)
- Италия
  - Рим (посолство)
  - Милано (генерално консулство)
  - Неапол (генерално консулство)
- Латвия
  - Рига (посолство)
- Литва
  - Вилнюс (посолство)
- Северна Македония
  - Скопие (посолство)
- Молдова
  - Кишинев (посолство)
  - Белци (консулство)
- Черна гора
  - Подгорица (посолство)
- Нидерландия
  - Хага (посолство)
- Норвегия
  - Осло (посолство)
- Полша
  - Варшава (посолство)
  - Гданск (генерално консулство)
  - Краков (генерално консулство)
  - Люблин (генерално консулство)
- Португалия
  - Лисабон (посолство)
  - Порто (консулство)
- Румъния
  - Букурещ (посолство)
  - Сучава (генерално консулство)
- Русия
  - Москва (посолство)
  - Ростов на Дон (генерално консулство)
  - Санкт Петербург (генерално консулство)
  - Тюмен (генерално консулство)
  - Владивосток (генерално консулство)
- Сърбия
  - Белград (посолство)
- Словакия
  - Братислава (посолство)
  - Прешов (генерално консулство)
- Словения
  - Любляна (посолство)
- Испания
  - Мадрид (посолство)
  - Барселона (генерално консулство)
  - Малага (консулство)
- Швеция
  - Стокхолм (посолство)
- Швейцария
  - Берн (посолство)
- Великобритания
  - Лондон (посолство)
  - Единбург (генерално консулство)
- Ватикан
  - Ватикана (посолство)

## Северна Америка
- Канада
  - Отава (посолство)
  - Торонто (генерално консулство)
- Куба
  - Хавана (посолство)
- Мексико
  - Мексико (посолство)
- САЩ
  - Вашингтон (посолство)
  - Чикаго (генерално консулство)
  - Ню Йорк (генерално консулство)
  - Сан Франциско (генерално консулство)

## Южна Америка
- Аржентина
  - Буенос Айрес (посолство)
- Бразилия
  - Бразилия (посолство)
  - Рио де Жанейро (генерално консулство)
  - Куритиба (консулство)
- Перу
  - Лима (посолство)

## Близкия изток
- Иран
  - Техеран (посолство)
- Ирак
  - Багдад (посолство)
- Израел
  - Тел Авив (посолство)
  - Хайфа (генерално консулство)
- Йордания
  - Аман (посолство)
- Кувейт
  - Кувейт (посолство)
- Ливан
  - Бейрут (посолство)
- Саудитска Арабия
  - Рияд (посолство)
- Сирия
  - Дамаск (посолство)
- ОАЕ
  - Абу Даби (посолство)
- Турция
  - Анкара (посолство)
  - Истанбул (генерално консулство)

## Африка
- Алжир
  - Алжир (посолство)
- Ангола
  - Луанда (посолство)
- Египет
  - Кайро (посолство)
- Етиопия
  - Адис Абеба (посолство)
- Гвинея
  - Конакри (посолство)
- Кения
  - Найроби (посолство)
- Либия
  - Триполи (посолство)
- Мароко
  - Рабат (посолство)
- Нигерия
  - Абуджа (посолство)
- ЮАР
  - Претория (посолство)
- Тунис
  - Тунис (посолство)

## Азия
- Китай
  - Пекин (посолство)
  - Шанхай (генерално консулство)
- Индия
  - Ню Делхи (посолство)
- Индонезия
  - Джакарта (посолство)
- Япония
  - Токио (посолство)
- Казахстан
  - Астана (посолство)
  - Алмати (генерално консулство)
- Киргизстан
  - Бишкек (посолство)
- Малайзия
  - Куала Лампур (посолство)
- Пакистан
  - Исламабад (посолство)
- Филипини
  - Манила (посолство)
- Сингапур
  - Сингапур (посолство)
- Южна Корея
  - Сеул (посолство)
- Тайланд
  - Банкок (посолство)
- Туркменистан
  - Ашхабад (посолство)
- Узбекистан
  - Ташкент (посолство)
- Виетнам
  - Ханой (посолство)

## Океания
- Австралия
  - Канбера (посолство)

## Международни организации
- Брюксел (представителство към ЕС)
- Женева (постоянно представителство към ООН и други международни организации)
- Минск (постоянно представителство към ОНД)
- Ню Йорк (постоянно представителство към ООН)
- Париж (постоянно представителство към ЮНЕСКО)
- Страсбург (постоянно представителство към Съвета на Европа)
- Виена (постоянно представителство към ООН)